# Ан Робер Жак Тюрго
Ан Робер Жак Тюрго (на френски: Anne Robert Jacques Turgot) е френски общественик и икономист, представител на школата на физиократите. Роден е през 1727 г. в Париж. Постът министър на финансите (1774 – 1776) при Луи XVI е върхът на кариерата му. Публикувал е множество съчинения с икономическо и социално-политическо съдържание. Формулировката му на принципа за намаляващата доходност е оценен от изключително високо от Й. Шумпетер

## Биография
Произхожда от една от най-знатните аристократични фамилии от Нормандия. По традиция членовете на фамилията заемат главно държавни служби.
Баща му заема длъжността префект, което дава възможност на Тюрго да получи завидно за времето си образование. Най-напред той завършва семинария, след това следва в Сорбоната. Получава титлата абат и става един от изгряващите звезди на науката.
Тюрго изучава и свободно си служи с шест езика, проявява многостранна заинтересованост към другите страни, тяхната култура и самобитност. Освен с философия и богословие, с точни математически науки и теоретични проблеми на икономическата действителност, Тюрго се интересува от литература и от архитектура. Извършвайки анализ на наложената във Франция монетарна система на Джон Лоу, Тюрго изследва влиянието на излишните книжни пари върху икономическите процеси. Този анализ на Тюрго показва както безспорните добри страни на паричното обращение чрез книжни пари, така и неговите негативни страни. В този период от своя живот се занимава главно с философски проблеми. Икономическите му възгледи са само една подкрепа на неговите философски заключения.
През 1752 г. той получава службата в Парижкия парламент. Това обаче не му пречи да се занимава с теоретични изследвания: участва в написването на „Енциклопедията“, сближава се с Дидро, с Даламбер и други забележителни философи на Франция от този период. Приятелство го свързва и с Венсан дьо Гурне – държавен деец на Франция, който оказва голямо влияние върху Тюрго за преодоляването на основната теза на физиократите, че чист продукт се получава само в земеделието. Гурне, напротив, смята, че промишлеността е този отрасъл, който е независим от природните стихии, от капризите на времето, и в най-голяма степен допринася за богатството на дадена страна.
Тюрго е един от най-ревностните последователи на Франсоа Кене. Той доразвива неговите теоретични възгледи, като същевременно слага собствен отпечатък върху физиократизма. Това най-ясно се вижда от съчинението на Тюрго „Похвално слово за Венсан дьо Гурне“, написано по случай смъртта на Гурне през 1759 г. В това произведение прави изложение на своите икономически възгледи.
Две години по-късно е назначен за интендант на Лиможка провинция. Там той прекарва 13 години от своя живот и изучавайки живота на френското селячество. В тази отдалечена провинция, в която живее и работи, той започва своите реформи. Те се състоят в следното: опростяване на системата за събиране на данъците; отмяна на пътната повинност; една до известна степен организирана борба на държавната власт срещу епидемични и други природни бедствия. Тези реформи на Тюрго не са особено плодотворни, защото срещат съпротивата на местните органи на държавната власт и на феодалната аристокрация.
Периодически връщайки се в Париж, Тюрго продължава да се занимава с теоретични изследвания и анализи. През една от своите зимни ваканции в Париж той се среща с Адам Смит, с когото обменя мисли и идеи за протичащите икономически процеси и явления. Тези беседи са особено плодотворни за Тюрго. През 1766 г. излиза едно от основните икономически съчинения на Тюрго „Размишления за създаването и разпределението на богатствата“. Произведенитето е показателно с това, че в кратки теореми Тюрго излага икономическите си възгледи. Тези фрагментарност на Тюрго се очертава в три направления:
- от 1. до 31. теорема Тюрго защитава тезата, че чистият продукт е и възнаграждение за на труда;
- теоремите от 31. до 48. е засегнати темите за стойността, цените и парите;
- от 48. до 100. анализира класовата структура на обществото и излага новата си концепция за капитала.

Тюрго е последовател на тезата за господство на разума и суров враг на човешката лекомисленост. Той полага големи усилия да реализира икономическите си идеи, въпреки упоритата съпротива на аристокрацията.
Неговите икономически концепции и виждания надхвърлят рамките на физиократизма, независимо от това, че в своята методология изхожда от физиократски принципи. Като министър на финансите, Тюрго прави сериозни опити да проведе в живота своите стопански принципи. Плод на теоретичните му проучвания са редица негови произведения. Едно от тях е „Писма върху толерантността“, в което Тюрго изследва редица философски и етични проблеми. В своята научна литературна дейност Тюрго отделя особено внимание на икономическата теория и практика. В резултат на този негов интерес и теоретични изследвания излизат произведенията „Цени и пари“, „Мемоар върху паричните заеми“, „Писма върху свободната търговия“. Най-голямото му теоретико-икономическо произведение е „Размишления за създаването и разпределението на богатството“.
Тюрго умира от болест на черния дроб през май 1781 г.

## Възгледи
Абсолютната монархия като политическа система за управление оказва влияние върху живота на Франция, върху нейното обществено и икономическо развитие за един доста продължителен период. Това е период от една страна на огромни богатства и от друга, на угнетяваща бедност, в която живее огромна част от населението.
Тогава в периода на царуването на Луи XVI, Тюрго е назначен за генерален контрольор на финансите, което го прави пълномощник на краля за всички вътрешни проблеми на държавата. Цялата система на доходи, свързана в голяма степен със селското стопанство, противоречи на интересите на страната. Поради това въпросът за цялостното ѝ преустройство е един от главните за Франция. Тези проблеми на икономическата политика се опитва да разреши Тюрго. Той приема да стане кралски помощник осъзнавайки, че този държавен пост ще противоречи на икономическите му схващания. В тази си дейност той проявява най-голяма активност в ликвидирането на данъчните откупи и облагането на доходите от поземлената собственост.
Друга основна задача, която Тюрго си поставя, е да ограничи бюджетните разходи. Но тази негова икономическа политика среща яростната съпротива на кралския двор и на аристокрацията, чиито привилегии се опитва да отнеме.
Най-забележителното постижение на Тюрго е въвеждането на свободна търговия с жито и брашно, с което успява да ликвидира монопола. През 1776 г. Написва своите знаменити шест едикта, чиято основна цел е на подкопае самата същност на феодалната икономическа система. Той не получава обществена подкрепа, така на 12 май 1776 г. кралят подписва заповед за освобождаването на Тюрго от длъжността държавен министър.
В теоретичните разработки на Тюрго „чистият продукт“ изпъква много повече, отколкото при Кене, като добавена стойност, като незаплатен труд. Тюрго вече вижда „чистия продукт“ не като подарък на природните сили, а като подарък на труда. Той счита, че производство съществува единство в земеделието и нарича 'безплодната класа' както работодателите, така и наемните работници.
Работната заплата, Тюрго определя като минимум средства за съществуване на работника и неговото семейство, като форма на разплащане, осигуряващо възпроизводството на работната сила. Това свое виждане извежда от тезата за конкуренцията, която се осъществява на пазара на труда.
Тюрго остава на физиократски позиции и по въпроса за преминаването на капитала от земеделски в промишлен. Според него промишленият капитал е производен на земеделския и съществува благодарение на земеделието. Той не обяснява наличието на заемен капитал и неговото въздействие върху цялото материално производство.
Тюрго не употребява термина капитал, а си служи с термина 'аванси'. Тук се откроява разликата между Кене и Тюрго. Според Тюрго безплодната класа се разпада на две нови прослойки: на фабриканти и наемни работници.
Тюрго определя, че класата, която носи определена печалба, е класата на работодателя или това са лицата притежаващи капитал. Другата класа са хората, нямащи никаква собственост, продаващи единствено труда си срещу работна заплата.
Но Тюрго не се задоволява с определението на Кене за капитала като първоначални и ежегодни аванси. Той създава ново определение на капитала: освен като авансирани средства в натурална форма, Тюрго вижда като основна черта на капитала и неговата способност да нараства сам.
Тюрго разглежда печалбата за промишления капитал като добавена стойност. Той я приравнява към „чистия продукт“ от земеделието. За него „чистият продукт“ не е дар на природните сили, а резултат на труда.
В анализите си Тюрго отбелязва, че както фермерът използва наемен труд и получава печалба, така също и промишленикът ще използва наемен труд за да получи печалба. Тюрго игнорира природните сили и търси печалбата само като принос на труда.
Извлича лихвеният процент от рентата, а заемния капитал представя като определена поземлена собственост. Именно тази поземлена собственост е източник на рентата според Тюрго. Той отбелязва, че печалбата е процент на дохода.
Изказва се против всякакво ограничаване на лихвения процент. Изявява се като ранен привърженик на новия мироглед на индивидуализма, на една всеобхващаща икономическа свобода.
Като изхожда от физиократската теза, че „чистият продукт“ се получава само в земеделието, Тюрго извежда печалбата само от рентата. Като смята печалбата за нетрудов доход, той стига до извода, че тя всъщност е добавена стойност.
Може да се спори за мястото на Тюрго във физиократската школа, но е безспорно, че той доразвива възгледите на Кене и дава нов облик на учението на физиократите.
В „Размишления върху образуването и разпределението на богатството“ Тюрго развива теоретичната концепция, че вложеният капитал притежава способността да се самовъзпроизвежда и да нараства. Тюрго прави опит да обясни увеличаването на новообразуваната стойност със самонарастването на самия капитал. Той вижда в стойността на новия продукт преди всичко възстановяване на изразходвания капитал.
Останалата част на новосъздадената стойност той разделя на три части:
- Печалба – дохода на капитала, разделя се на лихвен процент и предприемачески доход;
- Работна заплата – истински трудов доход, задоволяващ съществуването на работника и неговото семейство;
- Рента – доходът на земевладелците

Тюрго смята, че печалбата се уравновесява в резултат на преливането на капитали от един отрасъл в друг.
Пазарната цена е за Тюрго е обикновена ценност. Извежда я от субективната ценност на благата. Затова може да се каже, че в теоретичните постановки на Тюрго е заложено началото на субективната политическа икономия.
По отношение на парите той смята, че те са израз на определена стойност, изразена в определена стока.